# Trinlej Gjaco (desi)
Trinlej Gjaco (zm. 30 marca 1668), tybetański polityk, desi w latach 1660 - 1668.
Urząd objął 19 sierpnia 1660, po trwających dwa lata rządach osobistych V Dalajlamy. Na ceremonii przekazania mu funkcji byli obecni dwaj synowie nominalnego króla Tybetu, Guszri-chana.
Był wujem polityka i uczonego Sangje Gjaco.